# Arsène Uselding
Arsène Jean Pierre Uselding, né le 3 février 1900 à Nobressart et décédé dans la même ville le 18 décembre 1986 fut un homme politique démocrate chrétien belge, membre du PSC.
Uselding fut employé de son état.
Il fut élu conseiller communal (1946-) et bourgmestre (1953-1970) de Bouillon, député (1949-1950) et sénateur provincial de Luxembourg (1950-1968).

## Sources
- Bio sur ODIS